# Last.fm
Last.fm je britanski Internet radio i muzička virtuelna zajednica, osnovan 2002. Ima preko 21 milion aktivnih učesnika iz više od 200 zemalja. Dana 30. maja 2007. CBS Interactive otkupio je Last.fm za 140 miliona £ (280 miliona $).

## ŠtaLast.fmnudi?
Iako se ne može izabrati tačno ono što se sluša, prijatno iznenađenje je šta se preporučuje za slušanje. Mogu se slušati preporučene pesme pravo sa interneta ili sa internet radija koji se povezuje na servis. Nakon prijavljivanja na Last.fm, mora se platiti pretplata da bi se mogle koristiti usluge ove mreže. Pretplata za mesec dana košta tri dolara, tri evra, ili tri funte, a pretplata može biti na mesec dana ili tri meseca i pretplata se može otkazati u bilo kom trenutku.
Kada se izvrši pretplata može da se napravi profil stranica na kojoj možemo dodati listu muzičkih umetnika koje volimo da slušamo. Last.fm ce,prema odabiru, puštati iste ili slične muzičare. Što se Last.fm više sluša, bolje izbore pesama i muzike on pravi. Svaka pesma koja se posluša više od trideset sekundi se smešta u biblioteku pesama, iz koje se pesme kasnije ponovo puštaju. Takođe postoji LOVE i BAN opcija kojom se bira da li nam se pesma sviđa ili da nam se pesma ne sviđa, te u tom slučaju ona više neće biti puštana. Bitno je napomenuti da ne postoji mogućnost da se pesme skinu sa ovog sajta.
Moguće je i promovisati sebe i svoje pesme preko ove društvene mreže. Potrebno je da se napravi sopstveni profil, ili profil izdavačke kuće. Korišćenje ovog profila je besplatno, mada postoje neke dodatne opcije, koje se plaćaju, a koje će pomoći u reklamiranju profila i pesama, pa samim tim i povećati šanse za uspeh.
Sa svog profila se mogu dodavati prijatelji. To se može uraditi posećivanjem određenog profila i pritiskom na dugme Add as a friend. Tako ćemo određenom korisniku poslati poruku u inboks, a oni mogu odlučiti da li će Vaš zahtev biti prihvaćen ili ne. Takođe, da li je, i od koga, stigao zahtev se može proveriti u sopstvenom inbox-u.

## Zašto koristitiLast.fm
Last.fm je odličan za svakoga ko uživa slušajući muziku i ko želi da otkrije nove muzičke pravce. Posebno je dobar za ljude kojima je radio dosadio. Kada je dovoljno pesama obrađeno,Last.fm kreira listu "muzičkih komšija", odnosno ljudi sa sličnim muzičkim ukusom.
Zatim možemo da koristimo ove komšije da pronađemo novu muziku. Takođe se mogu dodavati korisnici u listu prijatelja i tako slušati njihove radio stanice, tj. njihove playlist-e.
Najbolji način da se opiše Last.fm je da je on onlajn muzički sajt koji bira i pušta muziku za koju misli da će korisnici uživati na osnovu onoga što korisnici kažu da vole da slušaju, i to bez ikakvih reklama.
Postoji još i zajednica slušalaca sa kojima se može komunicirati i koji nam mogu dati smernice u vezi sajta.
Takođe možete deliti omiljene muzičare i koncerte, ukoliko je to nešto u čemu uživate. Moguća je i ispravka ukoliko primetite da je ime neke pesme, ili pak ime nekog izvođača loše napisano. Kada je reč o imenima izvođača, ukoliko dva ili više izvođača imaju isto ime, moraće da koriste isti profil na Last.fm-u. Svi oni imaju ista prava na tom profilu, to jest imaju pravo da se pojavljuju na deljenom profilu, odnosno da se pojavljuju njihove pesme, slike, opis autora kao i njihova istorija u muzičkom šou biznisu. Međutim, ono što nije dozvoljeno je da jedan izvođač stavi svoju sliku za primarnu na tom profilu, kao i da se sklanja opis nekog od autora sa Vikipedije.

## Last.fmScrobbler
Drugačije nazvan klijent, Srobbler je aplikacija kojom možemo birati pesme koje želimo da slušamo preko player-a na našem računaru. Takođe, preko njega možemo dobiti dodatne informacije o izvođaču i/ili pesmi koja se sluša u tom trenutku.
Da bi se Scrobbler koristio, potrebno je da na računaru postoji minimum Windows XP, Ubuntu Gutsy (Linux) ili Apple Mac OS X Tiger and Leopard operativni sistem. Što se tiče media player-a, Scrobbler podržava Winamp, Windows Media Player i iTunes.

## Različiti načini slušanjaLast.fm-a
- My Library Radio

Pušta samo muziku sa umetnicima u našoj biblioteci koju možemo da izmenimo.
- Your Recommended Radio

Pušta se muzika koju Last.fm preporučuje zasnovana na vašem muzičkom profilu i drugih Last.fm korisnika sa sličnim ukusima
- Your Loved Tracks

Pušta pesme koje smo prethodno sačuvali pritiskom na LOVE dugme.
- Your Neighbourhood Radio

Pušta muziku iz biblioteka drugih korisnika sa sličnim muzičkim ukusom kao što je naš.
- Artist Radio

Možemo izabrati umetnika Last.fm će puštati pesme izabranog i sličnih umetnika.
- Tag Radio

Pušta muziku koju smo po nekom parametru odabrali, na primer po koji volimo da slušamo.
- History

Last.fm će pustiti skoro slušane numere.

## Vrste stanica naLast.fm-u
- Library

Ova stanica nam pušta sve pesme koje su zapamćene na našem profilu, ili pesme izvođača koje smo mi dodali. Može se slušati svoja Library stanica, ili Library stanica nekog drugog korisnika.
- Recommendations

Ovo je naša lična stanica, koja dozvoljava da slušamo izvođače koje nam je Last.fm preporučio.
- Global Tags

Ova stanica pušta pesme izvođača koji su označeni (taggovani) na neki način.
- Similar Artists

Pušta pesme izvođača sličnih odabranom ižvođaču. Izvođač je izabran na osnovu naših "muzičkih navika", to jest na osnovu izvođača koje smo često slušali u prethodno vreme.
- Neighbourhood

Na ovoj stanici se puštaju pesme sa "komšijskih" Library stanica.
- Groups

Ukoliko se učlanimo u neku grupu korisnika, ovde će se puštati pesme iz Library stanica nekog od korisnika ko je u istu grupu učlanjen.
- Mix

Muzika koja se na ovoj stanici pušta bira se iz tri pravca: neke pesme su nove i preporučene, druge su pesme koje još nismo označili(ali od označenog izvođača), a ostale su već nama poznate pesme.
- Friends

Miks pesmama iz Library stanica naših prijatelja.

## Navigacija sa sopstvenog profila
Sa svog profila se može:
- menjati svoja muzička biblioteka
- videti skoro puštene pesme
- dodati novi omiljeni muzičar
- pogledati koji muzičar je koliko puta slušan
- sklapati prijateljstva
- videti šta "muzičke komšije" slušaju
- učlaniti u grupu sa drugim korisnicima
- voditi sopstveni dnevnik, odnosno blog o muzici koju volimo da slušamo

## Dodatni članak
- Društvene mreže

## Slični sajtovi
- https://libre.fm/
- https://web.archive.org/web/20140606065234/http://www.tunewiki.com/
- http://tunein.com/

## Spoljašnje veze
- — početna stranica